# Золотополенский сельский совет
Золотополенский сельский совет (укр. Золотополенська сільська рада, крымскотат. Caylav Saray köy şurası) — административно-территориальная единица в Кировском районе в составе АР Крым Украины (фактически до 2014 года; ранее до 1991 года — в составе Крымской области УССР в СССР, до 1954 года — в составе Крымской области РСФСР в СССР, до 1945 года — в составе Крымской АССР РСФСР в СССР). Население по переписи 2001 года — 4090 человек. Территория сельсовета находится в южной части района, в долине реки Мокрый Индол.
К 2014 году сельсовет состоял из 2 населённых пунктов:
- Золотое Поле
- Возрождение

## История
Цюрихтальский сельсовет был образован в начале 1920-х годов в составе Владиславовского района Феодосийского уезда. Декретом ВЦИК от 4 сентября 1924 года «Об упразднении некоторых районов Автономной Крымской С. С. Р.» Владиславовский район в октябре 1924 года был преобразован в Феодосийский и совет включили в его состав. На момент всесоюзной переписи 17 декабря 1926 года включал 2 населённый пункт Цюрихталь с населением 611 человек. Постановлением ВЦИК «О реорганизации сети районов Крымской АССР» от 30 октября 1930 года из Феодосийского района был выделен (воссоздан) Старо-Крымский район (по другим сведениям 15 сентября 1931 года) и совет включили в его состав. Указом Президиума Верховного Совета РСФСР от 21 августа 1945 года Цюрихтальский сельсовет был переименован в Золотополенский. С 25 июня 1946 года Золотополенский сельсовет в составе Крымской области РСФСР, а 26 апреля 1954 года Крымская область была передана из состава РСФСР в состав УССР. После ликвидации в 1959 году Старокрымского района совет переподчинили Кировскому. На 15 июня 1960 года в составе совета числились следующие населённые пункты:

| - - Возрождение - Долинное - Добролюбовка | - - Зеленогорское - Золотое Поле - Льговское | - - Пруды - Светлое |

Указом Президиума Верховного Совета УССР «Об укрупнении сельских районов Крымской области», от 30 декабря 1962 года Кировский район был упразднён и совет присоединили к Белогорскому. 1 января 1965 года, указом Президиума ВС УССР «О внесении изменений в административное районирование УССР — по Крымской области», вновь включили в состав Кировского. К 1968 году было ликвидировано Светлое, к 1977 году создан Льговский сельский совет, в который отошли Льговское, Добролюбовка, Долинное и Пруды; Дальнее (бывшее Зеленогорское) было упразднено и совет обрёл современный состав. С 12 февраля 1991 года сельсовет в восстановленной Крымской АССР, 26 февраля 1992 года переименованной в Автономную Республику Крым. С 21 марта 2014 года в составе Крыма аннексирован Россией. Законом «Об установлении границ муниципальных образований и статусе муниципальных образований в Республике Крым» от 4 июня 2014 года территория административной единицы была объявлена муниципальным образованием со статусом сельского поселения.